# Ігор Комнен-Палеолог
Ігор Комнен-Палеолог (Ігор Іванович Шмідт фон дер Лауніц) (15 травня 1895, Санкт-Петербург, Російська імперія — ?  1976, Ріо-де-Жанейро, Бразилія) — український і кримський військовий та громадський діяч, полковник армії УНР, великий магістр «Костянтинівського ордена Святого Георгія» (з 1926 року).

## Походження
Народився в родині генерал-лейтенанта Російської імператорської армії барона Івана Шмідта фон дер Лауніца (1860 — 1926). Згідно з родинною легендою, рід Шмідтів фон дер Лауніців походив від Ісаака — святого мученика, останнього правителя князівства Феодоро. Той, своєю чергою, нібито був нащадком двох візантійських аристократичних родів, представники яких ставали імператорами — Комнінів і Палеологів.
Іван Шмідт фон дер Лауніц у 1917 році заснував у Петрограді підпільну організацію «Костянтинівський орден Святого Георгія», проголосивши себе великим магістром. Ця організація претендувала на спадкоємництво лицарського ордена, що, за легендою, був заснований імператором Костянтином і існував до падіння Константинополя у 1453 році. Своєю метою орден Лауніца проголошував боротьбу з більшовизмом.

## Участь у визвольних змаганнях 1917-1920 років
Ігор Шмідт фон дер Лауніц зустрів більшовицький переворот у Криму. У листопаді-грудні 1917 року взяв активну участь у творенні Кримської Демократичної Республіки та її збройних сил. Був штабсротмістром, керівником розвідувального та контррозвідувального відділу штабу Кримської армії.
У січні 1918 року брав участь у вуличних боях з більшовиками у Сімферополі. Після падіння Кримської Демократичної Республіки за допомогою підроблених документів виїхав до Києва, де поступив на службу до армії УНР. Отримав звання полковника. У складі 30-го українізованого дивізіону важкої артилерії брав участь у вуличних боях за Київ.
Після відступу військ УНР з Києва деякий час перебував у місті, маючи фальшиві документи. За наказом командування УНР вирушив до захопленого більшовиками Кам’янця-Подільського, де мав завдання створити українське підпілля.
28 лютого 1918 року розагітував збільшовичений 3-й мусульманський батальйон 205-го Шемахінського полку та підняв його бійців на повстання проти більшовиків. Під його командуванням батальйон захопив два мости через річку Смотрич та зачистив від більшовицьких сил більшу частину центру Кам’янця-Подільського. Після звільнення міста залишився командиром мусульманського батальйону. У березні підрозділ забезпечував охорону порядку у Кам’янці-Подільському, у квітні — брав участь у визволенні сходу України від більшовиків.
Після гетьманського перевороту повернувся до Криму. У червні-листопаді 1918 року був офіцером з особливих доручень при прем’єр-міністрі Першого Кримського крайового уряду С. Сулькевичі. Брав участь у перемовах з Українською Державою.
У листопаді 1920 року разом з армією П. Врангеля емігрував з Криму до Константинополя.

## Міжвоєнний період. Робота у Ватикані
За версією історика В. Яшина, у 1921-1922 роках міг бути завербований радянськими спецслужбами.

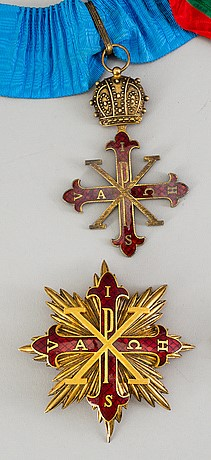
Відзнака кавалера «Костянтинівського ордена Святого Георгія» (гілка Лауніців)

У 1922 році переїхав до Франкфурта-на-Майні, де прийняв католицизм.
У 1924 році запрошений до Ватикану монсеньйором Мішелем д’Ербіньї, єпископом, керівником Комісії у справах Росії в Ватикані. У лютому був удостоєний аудієнції у Папи Пія ХІ. Став слухачем Папського східного інституту. Працював над планом відновлення Римсько-католицької церкви в Україні. Мав доступ до Ватиканської бібліотеки.
Був висланий із Риму за особистого втручання Б. Муссоліні внаслідок конфлікту з діячем Російської греко-католицької церкви В. Абрикосовим, якого Комнен-Палеолог звинувачував у більшовизмі. Після вислання з Італії оселився в Ризі. Проходив службу в латвійській армії.
У 1926 році після смерті батька у Бутирській в’язниці (Москва) успадкував титул великого магістра «Костянтинівського ордена Святого Георгія». Наприкінці 1920-х — у 1930-х роках налагодив зв’язки з представниками аристократичної та політичної еліт Європи. Членами ордену стали відомі ультраправі європейські діячі. Серед них — антисеміт Микола Жевахов і німецький окультист, засновник Товариства Туле Рудольф фон Зеботтендорф.

## Друга світова війна та післявоєнний період
У період з 1941 по 1945 роки працював у групі «Остланд» спецвідділу «Вінета» Міністерства пропаганди та громадської просвіти нацистської Німеччини. Група виготовляла та розповсюджувала пропагандистські матеріали на окупованих територіях СРСР.
Після поразки Третього Рейху зміг уникнути видачі до СРСР. Емігрував до Танжера (Марокко), у 1949 році — виїхав до Ріо-де-Жанейро (Бразилія).
З 1956 по 1966 роки викладав російську філологію у Папському католицькому університеті в Ріо-де-Жанейро. Активно листувався з ученими, що досліджували проблематику Середньовіччя. У 1965 році опублікував брошуру «Ordem Imperial Constantiniana Militar de Sao Jorge», у якій виклав власну версію історії Костянтинівського ордену та спростовував претензії Бурбонів на його спадкоємництво.
У 1974 році отримав звання «Почесного громадянина штату Ріо-де-Жанейро». Помер у 1976 році.